# Bjargtangar
Bjargtangar este cel mai vestic punct insular al Europei, acesta fiind situat în extremitatea vestică a Islandei. Cel mai vestic punct continental al Europei este Capul Roca aflat în Portugalia.
Numele sub care este cunoscut în prezent derivă de la una dintre cele trei proprietăți agricole care au împărțit această peninsulă de secole.
Zona este remarcată pentru coloniile de păsări marine. De asemenea, pot fi observate vulpi polare și foci. Zona prezintă altitudini ridicate, iar temperaturile scăzute sunt înregistrate pe tot parcursul anului.